# 鈴木夕佳
鈴木 夕佳（すずき ゆか、1982年6月2日 - ）は、日本の元女優。事務所はオフィスマイティーに所属していた。東京都出身。血液型はO型。

## 出演作品

### テレビドラマ
- 私の運命（1994年、TBS系） - 山口絵美 役
- 勝利の女神（1996年、フジテレビ系） - 坂野雅 役
- おごるな上司!（1997年、NHK-BS2）
- 海峡（1997年、NHK-BS2）
- 金曜エンタテイメント
- 大家族デカ（1997年、フジテレビ系）- 南さくら 役
- 大家族デカ2（1998年、フジテレビ系）- 南さくら 役
- 新・木曜の怪談 怪奇倶楽部 七不思議編紫の鏡(1996年、フジテレビ系)-由美百合子 役

### 映画
- トイレの花子さん（1995年、松竹） - 太田 加奈子 役

### オリジナルビデオ
- トイレの花子さん（1997年） - 桑原 麻衣 役

### 雑誌
- 小学五年生
- 小学六年生

### CM
- 大塚食品 ビタミンジャム
- バンダイ ご近所物語プリントデザイナー（1995年）
- バンダイ ハッピーパワープリンター
- 日産 新型コンドル（1995年）